# Província marítima

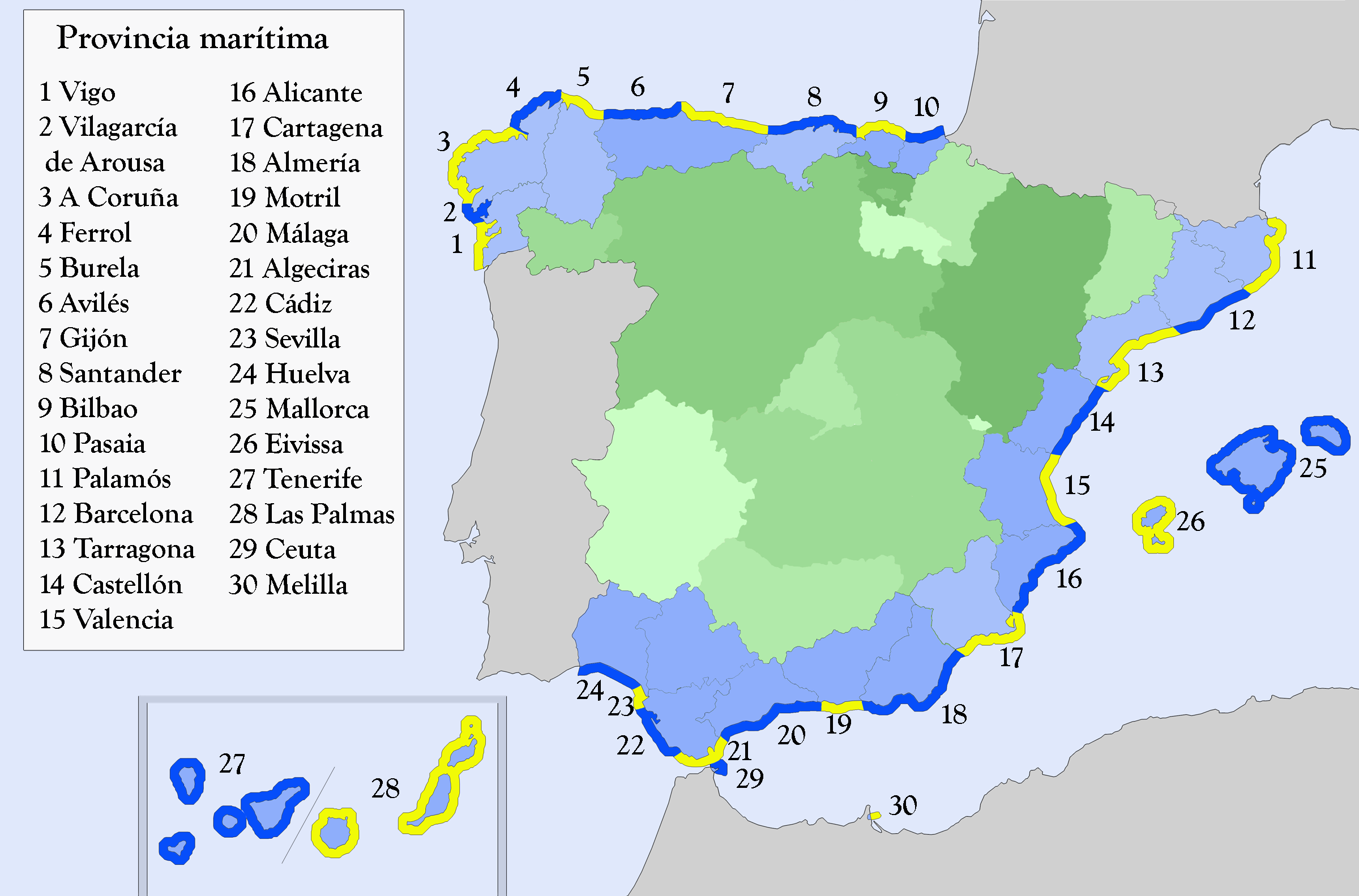
Províncies marítimes

Espanya té el seu litoral dividit en províncies marítimes, que, al seu torn, es distribueixen en districtes marítims.
Les províncies marítimes tenen el seu origen en la Reial Cèdula de 5 d'octubre de 1607, per la qual Felip III va organitzar la matrícula de mar. Creà les primeres províncies marítimes i aquestes depenien dels departaments de Ferrol, Cadis i Cartagena. Amb el transcurs dels anys, el seu nombre, l'àmbit geogràfic, i el nom de cada província, han anat canviant.
En l'actualitat, la disposició final segona de la Llei 27/1992, de 24 de novembre, de Ports de l'Estat i de la Marina Mercant, estableix que el govern, a través del Ministeri de Foment, és l'encarregat de reglamentar aquesta divisió del litoral. Actualment hi ha 30 províncies marítimes, segons ho regula el Reial Decret 638/2007, del 18 de maig.
Al davant de cada província marítima hi ha el Capità Marítim (Capitania Marítima), que és l'òrgan administratiu del qual depenen els Caps dels districtes marítims, els quals estan al front de cadascun dels diversos districtes en els que les províncies marítimes se subdivideixen.
La Capitania Marítima és un òrgan dependent de la Direcció General de la Marina Mercant, adscrita a la Secretaria General de Transports de la Secretaria de l'Estat de Transports del Ministeri de Foment.
La Direcció General de la Marina Mercant, juntament als seus òrgans perifèrics dependents -les Capitanies Marítimes i els Districtes Marítims que estan vinculats a aquestes- conforma la que es ve a denominar "Administració Marítima Espanyola", i té assumida les competències que li atribueixen la Llei 27/1992 de Ports de l'Estat i de la Marina Mercant.

## Províncies Marítimes d'Espanya
| Nom                  | Indicatiu de matrícula | Districtes | Bandera                   |
| -------------------- | ---------------------- | --- | ------------------------- |
| Algesires            | AL                     | Tarifa AL-1 i Algesires AL-2. | Contrasenya d'Algesires   |
| Alacant              | AT                     | Torrevieja AT-1, Santa Pola AT-2, Alacant AT-3, La Vila Joiosa AT-4, Altea AT-5 i Dénia AT-6.                                       | Contrasenya d'Alacant     |
| Almeria              | AM                     | Adra, Almeria, Carboneras i Garrucha.                                                                                               | Contrasenya d'Almeria     |
| Avilés               | AV                     | Avilés, San Esteban de Pravia i Ḷḷuarca.                                                                                            |                           |
| Barcelona            | BA                     | Vilanova i la Geltrú BA-1, Barcelona BA-2 i Arenys de Mar BA-3.                                                                     | Contrasenya de Barcelona  |
| Bilbao               | BI                     | Lekeitio BI-1, Bermeo BI-2, Bilbao BI-3 y Ondarroa BI-4.                                                                            | Contrasenya de Bilbao     |
| Cadis                | CA                     | Puerto de Santa María CA-1, Cadis CA-2 i Barbate CA-3.                                                                              | Contrasenya de Cadis      |
| Cartagena            | CT                     | Águilas CT-2, Mazarrón CT-3, Cartagena CT-4 i San Pedro del Pinatar CT-5.                                                           | Contrasenya de Cartagena  |
| Castelló             | CP                     | Borriana CP-1, Castelló de la Plana CP-2 y Vinaròs CP-3.                                                                            | Contrasenya de Castelló   |
| Ceuta                | CU                     | Ceuta CU-1. | Contrasenya de Ceuta      |
| La Corunya           | CO                     | Sada CO-1, La Corunya CO-2, Corme CO-3, Camariñas CO-4, Corcubión CO-5, Muros CO-6 i Noia CO-7.                                     | Contrasenya de La Corunya |
| Ferrol               | FE                     | Cariño FE-1, Cedeira FE-2 i Ferrol FE-3.                                                                                            | Contrasenya de Ferrol     |
| Gijón                | GI                     | Llanes GI-1, Ribadesella GI-2, Llastres GI-3, Gijón GI-4 i Luanco GI-5.                                                             | Contrasenya de Gijón      |
| Granada              | GR                     | Motril GR-1. | Contrasenya de Granada    |
| Huelva               | HU                     | Ayamonte HU-1, Isla Cristina HU-2 i Huelva HU-3.                                                                                    | Contrasenya de Huelva     |
| Eivissa              | IB                     | Eivissa, Sant Antoni de Portmany i Formentera.                                                                                      | Contrasenya d'Eivissa     |
| Gran Canària         | GC                     | Las Palmas de Gran Canaria, Arrecife, Puerto del Rosario, Salinetas (Telde) i Arinaga (Agüimes)                                     | Contrasenya de Las Palmas |
| Lugo                 | LU                     | Ribadeo LU-1, Burela LU-2 i Viveiro LU-3.                                                                                           | Contrasenya de Lugo       |
| Màlaga               | MA                     | Estepona MA-1, Marbella MA-2, Fuengirola MA-3, Màlaga MA-4 i Vélez-Màlaga MA-5.                                                     | Contrasenya de Màlaga     |
| Mallorca             | PM                     | Palma PM-1, Alcúdia PM-2, Maó PM-3 y Ciutadella PM-4.                                                                               | Contrasenya de Mallorca   |
| Melilla              | MLL                    | Melilla MLL-1. | Contrasenya de Melilla    |
| Palamós              | PG                     | Blanes- abans Sant Feliu de Guíxols BA-4, Palamós BA-5 i Roses BA-6.                                                                | Contrasenya de Palamós    |
| Sant Sebastià        | SS                     | Hondarribia SS-1, Pasaia SS-2 i Getaria SS-3.                                                                                       | Contrasenya de Pasaia     |
| Santander            | ST                     | Castro Urdiales ST-1, Laredo ST-2, Santoña ST-3, Santander ST-4, Requejada ST-5 i San Vicente de la Barquera ST-6.                  | Contrasenya de Santander  |
| Sevilla              | SE                     | Sanlúcar de Barrameda SE-1 i Sevilla SE-2.                                                                                          | Contrasenya de Sevilla    |
| Tarragona            | TA                     | Sant Carles de la Ràpita TA-1 i Tarragona TA-2.                                                                                     | Contrasenya de Tarragona  |
| Tenerife             | TE                     | Santa Cruz de Tenerife TE-1, Los Cristianos TE-2, Santa Cruz de La Palma TE-3, San Sebastián de la Gomera TE-4 i El Hierro TE-5.    | Contrasenya de Tenerife   |
| València             | VA                     | Gandia VA-1, València VA-2 i Sagunt VA-3.                                                                                           | Contrasenya de València   |
| Vigo                 | VI                     | Portonovo (Sanxenxo) VI-1, Marín VI-2, Bueu VI-3, Cangas VI-4, Redondela VI-5, Vigo VI-6, Baiona (Pontevedra) VI-7 i A Guarda VI-8. | Contrasenya de Vigo       |
| Vilagarcía de Arousa | VILL                   | Ribeira,VILL-1 A Pobra do Caramiñal VILL-2, Vilagarcía de Arousa VILL-3, Cambados VILL-5 i O Grove VILL-4.                          | Contrasenya de Vilagarcía |

## Províncies Marítimes històriques

### Península i Sàhara occidental[3]
- Ifni-Sàhara
- Maó / Menorca (MH)
- Mataró (1750-1867)
- Sanlúcar de Barrameda
- Tortosa

### Colònies d'ultramar[3]
- Filipines
- L'Havana
- Puerto Rico
- San Juan de los Remedios (Cuba)
- Santiago de Cuba
- Santo Domingo
- Trinidad de Cuba